# Leger des Heils
Leger des Heils, auch unter der Abkürzung LDH bekannt, ist ein deutsches Musikprojekt, das 1999 von M.A.Baal gegründet wurde. Musikalisch bewegt sich die Band zwischen den Stilrichtungen Neofolk und Martial Industrial. Der Name ist Niederländisch und bedeutet Heilsarmee.

## Stil
Leger des Heils startete als rein elektronisches Musikprojekt. Inzwischen setzt die Band auch verstärkt auf akustische Gitarren und hat sich somit von ihren früheren Martial-Industrial-Einflüssen hin zum überwiegenden Neofolk mit neoklassischen und elektronischen Einflüssen entwickelt.
Neben eigenen englisch- und deutschsprachigen Texten, die mystische, okkulte und religiöse Themen behandeln, wurden unter anderem Gedichte von Henrik Ibsen, Joseph von Eichendorff und Johann Wolfgang von Goethe vertont.

## Diskografie

### Alben
- 2002: Aryana (CD/LP/CD+CDR+LP; Eis und Licht) Wiederveröffentlichung 2005.
- 2004: Himmlische Feuer (CD/CD+7"/LP; Eis und Licht) Wiederveröffentlichung via Steinklang Industries 2008.
- 2008: Memoria (CD/CD+CDR/LP/FLAC; Eis und Licht)
- 2010: …Über Liebe, Leben und Tod… (CD/CD+CDR; Eis und Licht, Eigenvertrieb)
- 2012: : Licht! : (CD/2xCD/2xCD+LP/LP; Aristae / Steinklang Industries) Erschien in Sondereditionen auch unter den Titeln : Mehr Licht : und Fiat Lux!.
- 2015: Salutare (CD/CD+7"/CD+CDR+7"; Aristae)
- 2017: Imperium (CD/2xCD/2xCD+LP/LP; Aristae)
- 2022: Sonnenflammen (CD/LP; Aristae)

### EPs
- 2000: Precatio (10"; Eis und Licht)
- 2001: Immortalitas (10"; Eis und Licht)
- 2002: Inter Arma Silent Leges (CDR; Eigenvertrieb)
- 2003: Inter Arma Silent Leges 2 (CDR; Eigenvertrieb)
- 2003: Freiheit (CDR+LP/12"; Eigenvertrieb) Wiederveröffentlichung 2005.
- 2004: Divinus (CDR; Eigenvertrieb)
- 2007: Gloria (CD/CD+CDR; Eis und Licht, Eigenvertrieb)
- 2014: Bannkreuz mit von Wolfen (CD/LP; Aristae)
- 2017: Wir Sind Legion (CD; Aristae)
- 2018: Flammenlieder I (CD; Aristae)
- 2021: Flammenlieder II (Split-CD mit Stormfågel und De La Morte; Aristae)

### Singles
- 2001: The Strength of Will (7"; Eis und Licht)
- 2004: Feuer (7"; Eigenvertrieb)
- 2004: Glaubensbewegung (7"; Eigenvertrieb)
- 2010: Hurray! (7"; Eis und Licht, Eigenvertrieb)

### Kompilationen
- 2004: Sub Specie Aeternitatis (CD; Chaos Productions)
- 2015: Inter Arma Silent Leges III (CDR; Eigenvertrieb)

### Kollektionen / Boxsets
- 2013: LDH (3xLP; Steinklang Industries)
- 2015: Aristae I-IV (4xCD; Aristae)

Hinzu kommen diverse Beiträge auf Kompilationen mehrfacher Interpreten.